# Srpska okupacija Albanije
Srpska okupacija Albanije je trajala od studenog 1912. do kolovoza 1913. godine. Iz naselja Ljumi i Has u Albaniji srpska vojska se povukla tek 1920. godine.
Prvi balkanski rat zatekao je Albance kao naciju bez vlastite nacionalne države. Krajem 1912. godine, nakon što je Visoka Porta priznala autonomiju Albanije, susjedne balkanske države Srbija, Crna Gora i Grčka su zajednički napale Osmansko Carstvo i u toku narednih nekoliko mjeseci osvojile i međusobno podijelile gotovo sve osmanske teritorije naseljene Albancima. Kraljevina Srbija je zauzela najveći dio kopnene Albanije i veći dio albanske jadranske obale.
Za teritorij Albanije prije rata Bugarska je inzistirala da ima povijesno pravo na njene teritorije jer je prije Osmanskog Carstva to područje bilo drevno bugarsko područje pod carem Samuilom i carem Simeonom. Nasuprot tome Srbija je smatrala da je povijesno pravo na njoj s obzirom na to da je cjelokupna Albanije bila u sastavu Dušanovog srpskog Carstva. Srbija je lako došla do uspjeha na bojnom polju i brzo je stigla do Jadranske obale. Srpske snage zauzele su većinu gradova i među njima Tiranu, Drač i Elbasan, dok su Grci zauzeli jug Albanije. Crna Gora je osvojila Skadar. No, iako su zauzele teritorije i ostvarile uspjehe, nitko od spomenutih država nije planirao da je u nastajanju jedna nova država, a to je Albanija. Albanci su činili većinsko stanovništvo u novoosvojenim teritorijama i za njeno priznanje države Albanaca zalagala se međunarodna zajednica.
Tijekom okupacije počinjeni su brojni zločini nad albanskim stanovništvom u cilju "potpunog preinačenja etničkog karaktera ovih oblasti". Srpska vlada je većinu izvješća o ratnim zločinima dočekala službenim poricanjem.
Pod jakim međunarodnim pritiskom, balkanski susjedi su sredinom 1913. godine bili prisiljeni da se povuku s teritorija međunarodno priznate države Albanije. Novonastala Kneževina Albanija obuhvatila je tek oko polovicu albanskog etničkog teritorija, dok se veliki broj Albanaca našao unutar susjednih država. Nakon ovog rata, Kosovo je pripalo Srbiji.
Ovi događaji su umnogome doprinijeli narastanje srpsko-albanskog sukoba.